# كلام مريئي
الكلام المريئي (بالإنجليزية : Esophageal speech ) ، أيضاً يُعرف باسم الصوت المريئي (بالإنجليزية : Esophageal voice ) ، وهو عبارة عن طريقة لإنتاج الكلام والتي تنطوي على وجود تذبذب للمريء . وهذا يتناقض مع خطاب الحنجرة التقليدي والذي ينطوي على وجود تذبذب في الحبال الصوتية . فبدلاً من ذلك، يتم حقن الهواء إلى داخل المريء العلوي ومن ثم ينطلق بطريقة محكمة أو منضبطة لخلق الصوت المستخدم في إنتاج الكلام . ويعتبر الكلام من المريء مهارة مكتسبة حيث تتطلب التدريب على الكلام وممارسات كثيرة .

## سريري
الكلام المريئي هو عبارة عن مهارة يمكنها أن تساعد المرضى على التواصل بعد استئصال الحنجرة . وهذه هي الجراحة الأكثر شيوعاً التي تستخدم لعلاج سرطان الحنجرة . ففي هذه العملية، يتم إزالة أو استئصال الحنجرة والحبال الصوتية بشكل كامل . وبعد ذلك، يتم خياطة نهاية القصبة الهوائية بحافة قطع مفتوح في الجزء السفلي من الرقبة مما ينشئ ثقب أو فتحة تنفسية مماثلة لتلك المستخدمة من قبل الحيتان . ويسمى هذا الثقب الفغرة الرغامية ويُمّكن المريض من أن يتنفس من خلاله بعد إجراء تلك العملية .

## الوصف
يتحرك الهواء من خارج الجسم ويمر من خلال الفغرة الرغامية مباشرة إلى الرئتين وذلك دون مروره بأعضاء الجهاز التنفسي العلوية وهي الأنف ، الفم ، والحنجرة . ولأنه يتجاوز الحبال الصوتية، يتم إعاقة النطق بشدة ويصبح تطوير واستخدام الصوت المريئي ضرورة . وينتج الكلام المريئي دون الحاجة إلى حنجرة صناعية والتي تعمل عن طريق ضخ الهواء من الفم إلى داخل المريء العلوي، ويتمدد المرئ قليلا، وبعد ذلك ينطلق الهواء بطريقة منتظمة خلال الفم مع تعبير أو صياغة متزامنة للكلمات .
يعتبر الكلام المريئي أهدأ وأكثر مشقة من الكلام الحنجري وأيضاً عدد أقل من الكلمات يمكن أن تنتج بشكل متتابع . ويمكن لمتحدثي المريء الجيدين أن ينتجوا متوسط عدد كلمات يساوي خمسة كلمات لكل نفس و 120 كلمة في الدقيقة .
وبسبب كبر الجزء المريئي البلعومي المهتز، فإن نغمة أو اهتزاز الكلام المريئي يعتبر منخفض جداً – ما بين 50- 100 هرتز . وفي الخطاب المريئي، ترتبط النغمة بالحدة أو الشدة : حيث يتم إنتاج صوت منخفض النغمة ذو حدة منخفضة، بينما ينتج الصوت عالي النغمة مع الحدة العالية . ويعتبر الإنتاج الصوتي عالي النغمة والحدة أكثر إرهاقاً .
يبدو صوت المتكلم المفتقر إلى وجود أصوات الحنجرة كما أنه أو أنهانزلة برد (زكام)تعاني من نزلة برد .

## الثقب الرغامي المريئي
ثمة خيار آخر لإستعادة القدرة على الكلام لمرضى استئصال الحنجرة يتمثل في الثقب الرغامي المريئي (TEP) . ففي هذا الإجراء الجراحي البسيط، يتم عمل ثقب صغير بين القصبة الهوائية والمريء ويتم إدخال صمام للهواء في اتجاه واحد . ويمكن استخدام هذا المد بالهواء للتسبب في عمل اهتزازات بطريقة مشابهة للخطاب المريئي . هذا الإجراء الجراحي قد يحدث أثناء استئصال الحنجرة (ويسمى الثقب الرغامي المريئي الأول TEP) أو بعد فترة زمنية من الاستئصال (ويسمى الثقب الرغامي المريئي الثانوي TEP) .
ويتم وضع التعويض الاصطناعي تقريباً بعد 10-14 يوم بعد إجراء العملية بواسطة أخصائي علم أمراض النطق واللغة SLP معتمد والذي يتخصص في طب الأنف والأذن والحنجرة . وأثناء وضع هذا التعويض، يقوم هذا الأخصائي بقياس عمق الثقب ويختار الاستبدال الصحيح ويقوم بإدخاله باستخدام جهاز تحميل أو تكيف (يمكن أن تحدث العملية برمتها في 30-45 دقيقة تحسباً للمضاعفات) .
ويعود المريض لتغيير الحجم كل بضعة أشهر بعد الجراحة . وعندما يتوقف موقع الثقب من التغير في الحجم ، يمكن وقتها وضع المزيد من التعويضات الأكثر دواما والتي تستمر حوالي 6-12 شهر (تعويض اصطناعي ساكن) . وقد يختار المرضى هذه الطريقة، وفي هذه الحالة، يعودوا مرة أخرى إلى أخصائي علم أمراض النطق واللغة لإجراء عملية التنسيب أو الوضع كل 6-12 شهر ، أو قد يختاروا التعويض الاصطناعي «منقار البط» ذو الضغط المنخفض والذي يمكن تغييره بشكل مستقل في المنزل كل بضعة أشهر . وقد أصبح هذا الخيار أكثر شهرة في العشرة سنوات الماضية، حيث يمكن تحقيق تعبيرات مفهومة أو واضحة للكثير من الحالات خلال دقائق من وضع التعويضات .

## الحنجرة الكهربائية
الحنجرة الكهربائية، عبارة عن جهاز يحمل باليد والذي يتم وضعه أمام الحلق حيث يوفر الاهتزازات اللازمة لحدوث الكلام . ويمكن استخدام هذا الجهاز على الفور بعد إجراء العملية الجراحية بمحول عن طريق الفم (حيث تصبح الرقبة حساسة أو هشة للغاية فور إجراء الجراحة) . كلاً من الكلام المريئي والكلام من خلال جهاز الحنجرة الكهربائية قد يستغرق أسابيع أو أشهر من التدريب من أجل تحقيق التعبير الوظيفي .

## المجتمع الحديث
في المجتمع الحديث، يعتبر «التجشؤ بالحروف الأبجدية» ممارسة شائعة . [بحاجة لمصدر]